# Gesellschaft Deutschsprachiger Lymphologen
Die Gesellschaft Deutschsprachiger Lymphologen (GDL) ist eine wissenschaftliche Vereinigung von Ärzten und Wissenschaftlern, die an theoretischen und klinischen Fragen der Lymphologie und ihrer Grenzgebiete interessiert sind.
Der Verein wurde 1985 in Wien gegründet wurde, der heutige Sitz ist Freiburg im Breisgau. Seit 1997 ist die GDL Mitglied der Arbeitsgemeinschaft der Wissenschaftlichen Medizinischen Fachgesellschaften und damit aktiv in die Leitlinienentwicklung eingebunden. Der alle zwei Jahre im Herbst stattfindende Jahreskongress der Gesellschaft (Lymphologica) wird in Zusammenarbeit mit der Schwesterorganisation Deutsche Gesellschaft für Lymphologie organisiert.